# Лутракион
Лутра́кион, или Лутра́ки (греч. Λουτράκιον, ή Λουτράκι) — город в Греции. Расположен на полуострове Перахоре на берегу Коринфского залива Ионического моря, в 84 километрах к западу от Афин и в 4 километрах на северо-восток от Коринфа, у подножия гор Герания, к северу от Коринфского перешейка. Административный центр общины Лутракион-Айи-Теодори в периферийной единице Коринфии в периферии Пелопоннес. Население 11 564 жителя по переписи 2011 года. Самый древний курорт в стране, который известен с древности тёплыми источниками.

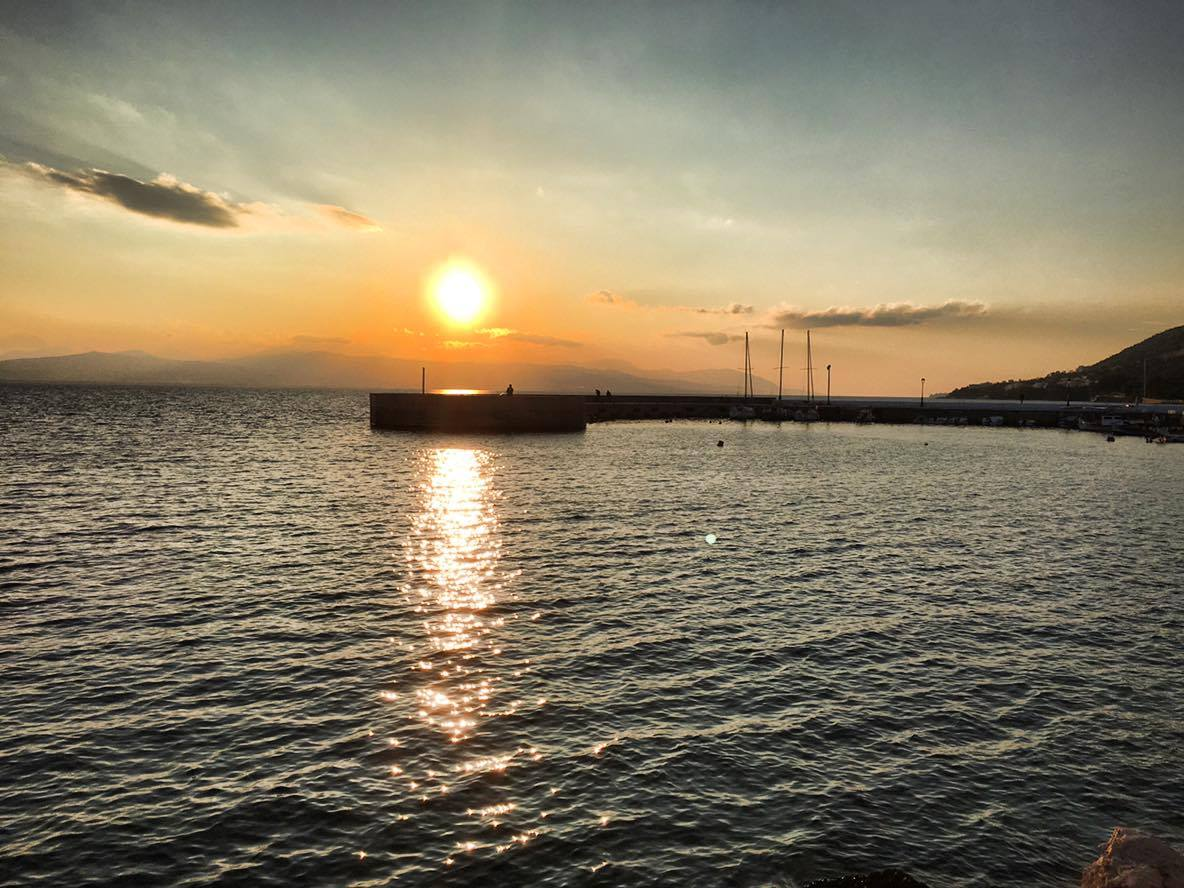
Закат в Лутраки. Вид на Коринфский залив

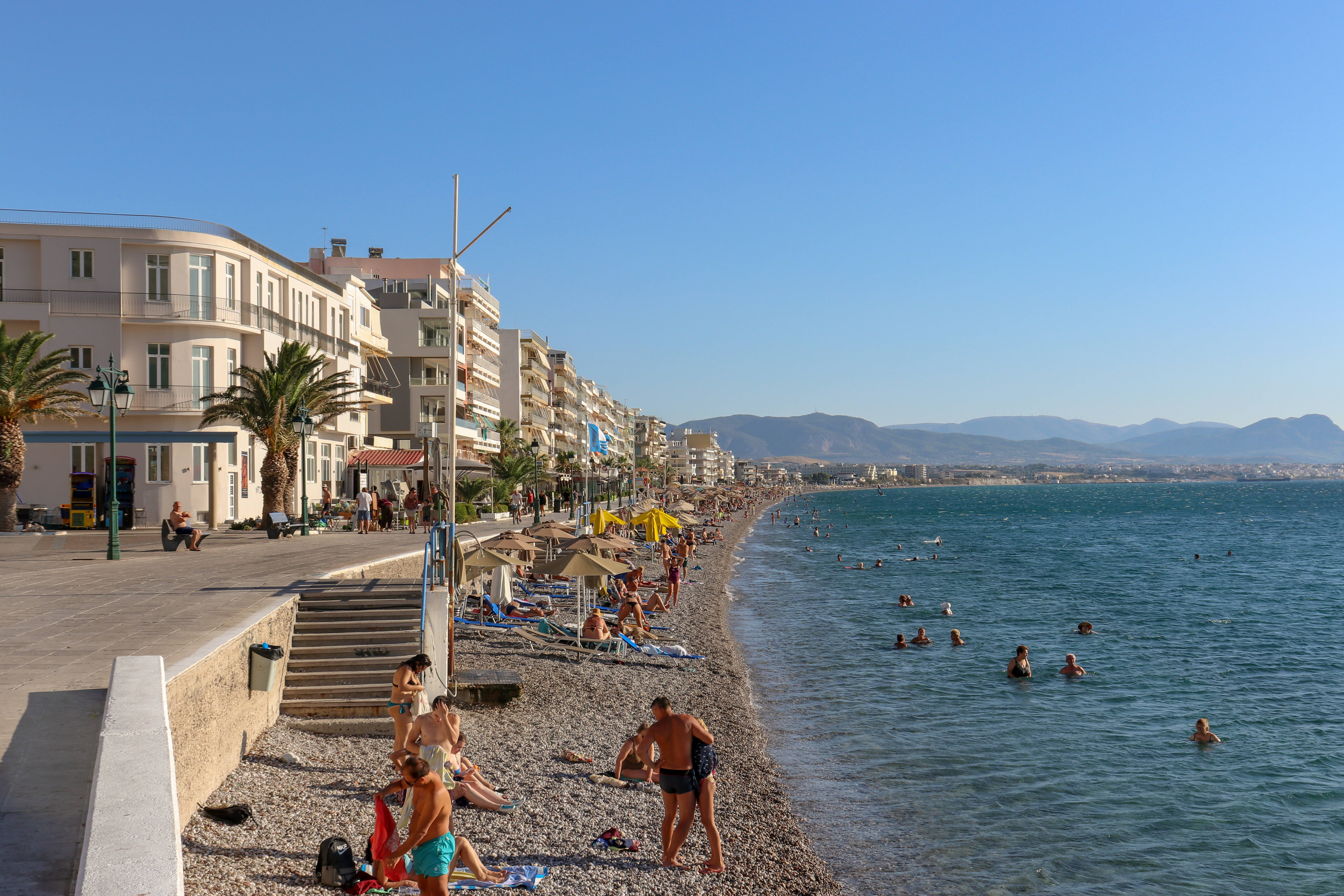
Пляж Лутраки в летнее время

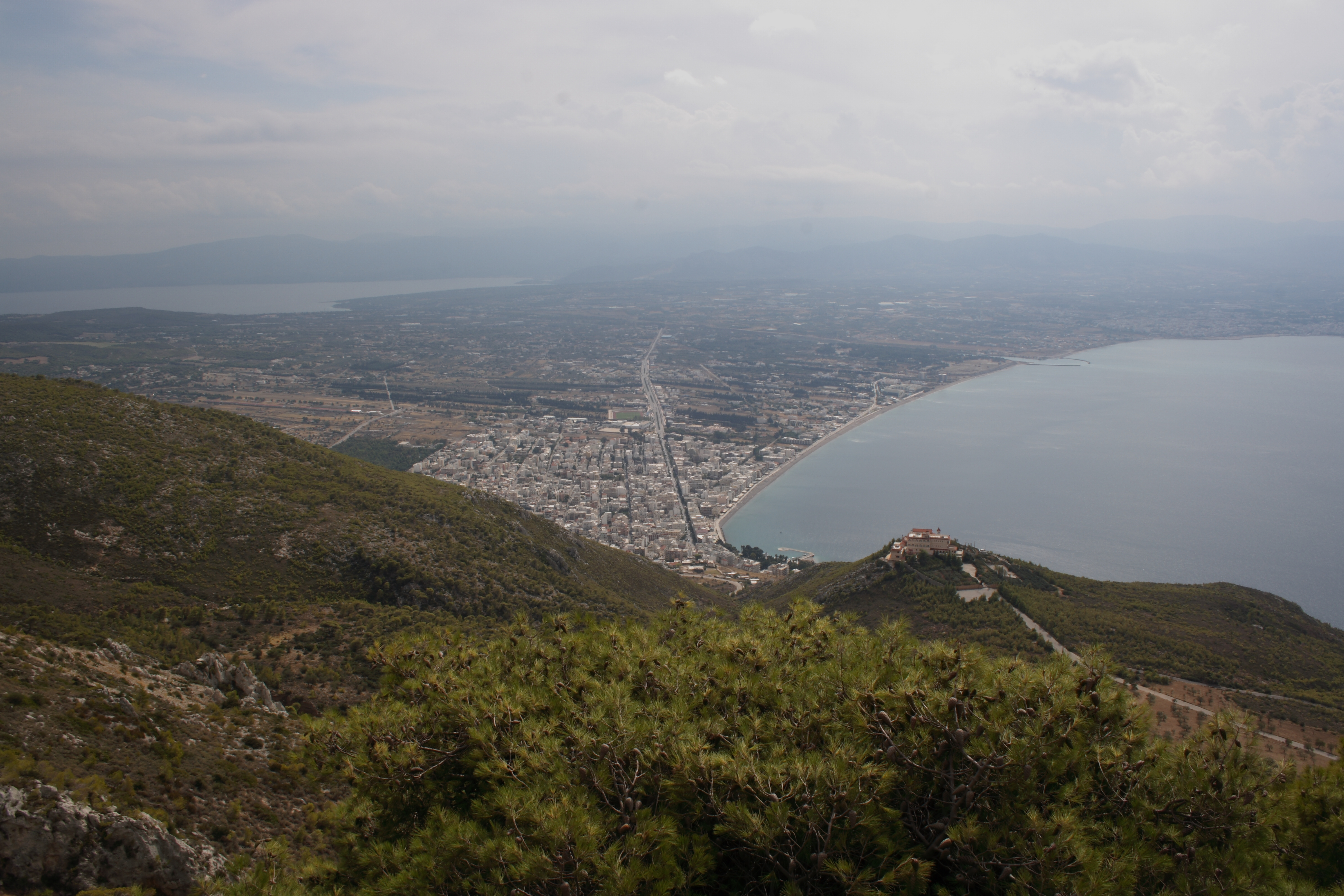
Вид на Лутраки из монастыря преподобного Патапия

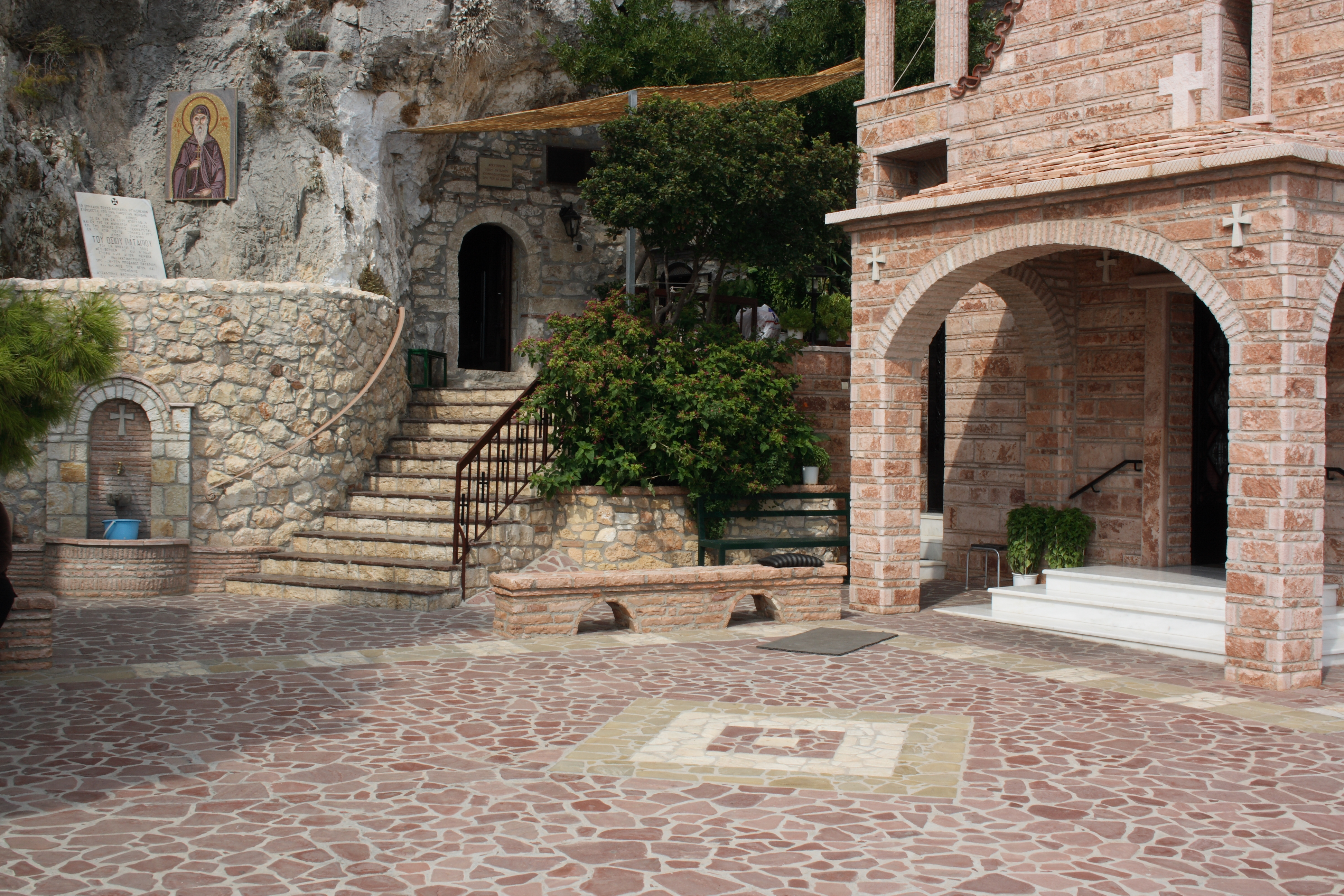
В монастыре преподобного Патапия

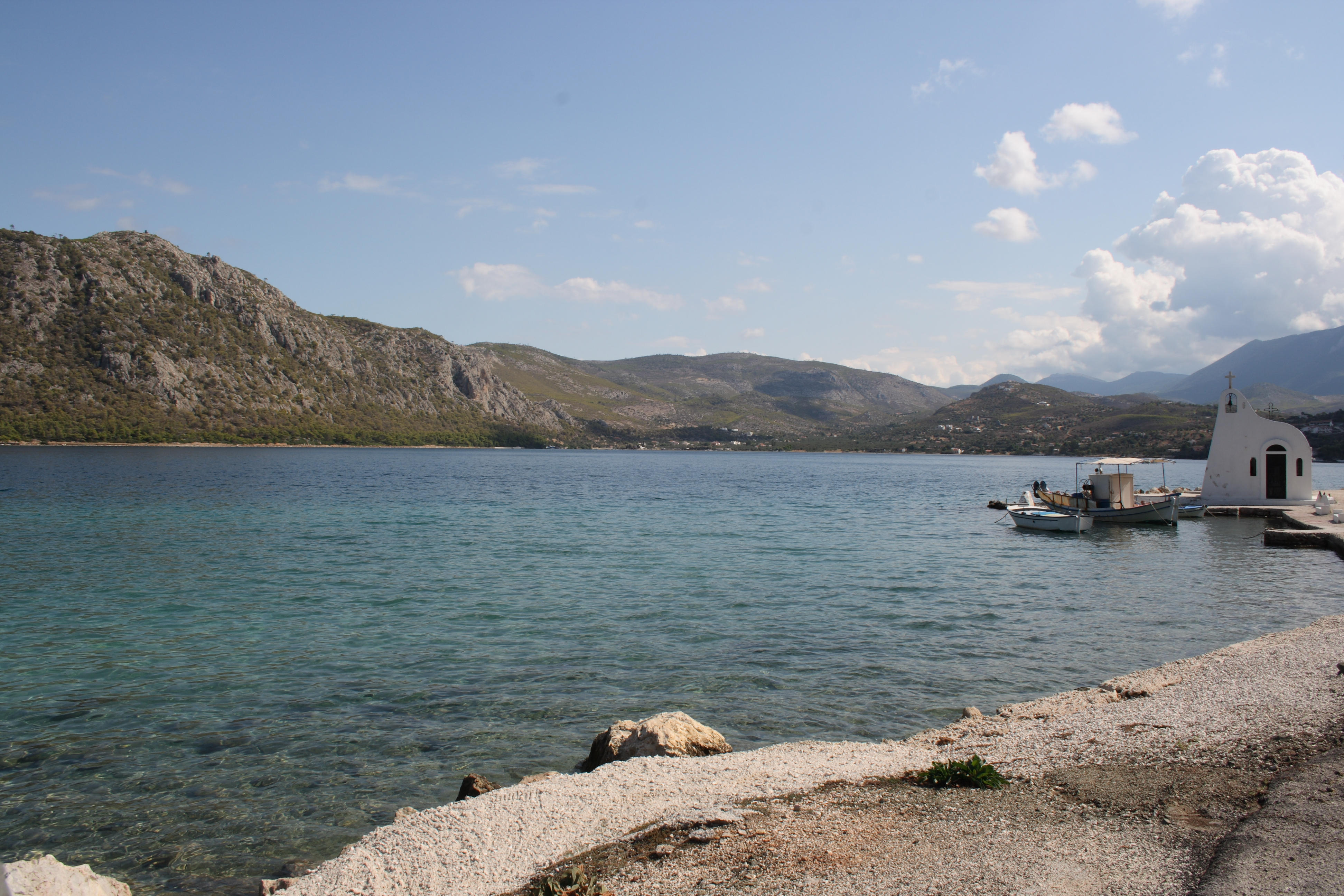
Озеро Вулиагмени

## Название города
В районе современного города Лутраки находилось место Терма (Θερμά) или Термы (Θέρμαι), известное тёплыми источниками. Название города, Лутраки, происходит от греч. λουτρά, что означает по-гречески «баня» — «термальная ванна».

## История
В древности область называлась Пирея или Перея (Περαία, лат. Peiraeum).
На месте Лутраки был древний город Терм или Терма, известный своими термальными источниками, считавшийся любимым городом богов, а его защитником была богиня Артемида. В области находился Герейон, святилище богини Геры. Около 300 года до н. э. был построен подземный водовод от емкостей для воды к фонтану IV века до н. э., а от фонтана к емкостям святилища и L-образной стое.
В 1847 году в Италии было обнародовано заявление о целебном воздействии бань, использующих минеральную воду, что вызвало приток поселенцев в здешние места, которые и основали современный город.
В 1928 году город был почти полностью уничтожен землетрясением. На небольшом скалистом мысе между парком и термальными источниками сохранилось всего несколько зданий. Была создана организация по восстановлению города, в результате работы которой, было построено множество антисейсмичных бетонных зданий в соответствии с технологиями того времени. На месте очищенном от обломков разрушенных зданий у подножия холма Грава был разбит большой муниципальный парк. От этой поры осталось несколько гостиниц провинциального колониального стиля и здание курзала термальных источников, имеющее круглую форму с куполом, колоннами, украшенный внутри мозаиками, выполненными художниками и учениками школы изящных искусств. Здесь посетителям наливают тепловатую солёную минеральную воду, вытекающую прямо из скалы в мраморный бассейн. Естественная температура воды 30°С, и помогает она при артритах и желудочно-кишечных заболеваниях. В 1930—1950-х годах Лутраки имел статус настоящего буржуазного курорта.
24 февраля 1981 года в городе произошло ещё одно сильное землетрясение, но с меньшими разрушительными последствиями. Последовала большая работа по укреплению сейсмостойкости большинства зданий. В настоящее время Лутраки считается городом, достаточно хорошо защищённым от последствий нового землетрясения.

## Рельеф
С севера и северо-запада город Лутраки окружён горами Герания.

## Свойства воды
По химическому составу и эффективности воздействия воды Лутраки практически не уступают знаменитым источниками Виши. В воде много магния и натрия, но при этом она приятна на вкус, и её можно пить прямо из-под крана. Водная диета и физиотерапия применяются для лечения патологий сердечно-сосудистой, нервной систем и желудочно-кишечного тракта, печёночной недостаточности, а также кожных, гинекологических заболеваний и болезней суставов.

## Транспортная инфраструктура
Южнее Лутраки в 1999—2006 годах построена автомагистраль «Олимпия», которая ведёт из Афин в Патры и является частью европейского маршрута E94.
Между Лутраки и Афинами (81 км) Лутраки и Коринфом (7 км) имеется автобусное сообщение. Многочисленные экскурсионные автобусы отправляются из Лутраки в Коринф, Сикион (36 км)), Микены (50 км), Аргос (69 км), Нафплион (67 км), Эпидавр (70 км), Олимпию (235 км), Мистру (149 км), Афинский Акрополь (84 км) и Дельфы (207 км).

## Достопримечательности
На горе Герания, в одном километре северо-западнее города, на высоте 518 метров над уровнем моря расположен монастырь преподобного Патапия, с территории которого открывается удивительный вид на город и его окрестности.
В районе термальных источников находится церковь Святого Андрея, построенная в 1345 году. В настоящее время (июнь 2020 г.) она закрыта на реставрацию.
В 5 километрах от города расположен Коринфский канал, соединяющий Эгейское и Ионическое моря и разделяющий Аттику и Пелопоннес.
На расстоянии 14 км к западу находится озеро Вулиагмени.

### Озеро Вулиагмени
Озеро Вулиагмени — живописное солёное озеро-лагуна, расположенная в 16 километрах к северо-западу от Лутраки. Озеро имеет максимальную длину 2 километров и максимальную ширину около 1 километра и сообщается узким проливом шириной 6-8 метров с Коринфским заливом Ионического моря. Глубина озера не превышает 40 метров. В озере наблюдается небольшой приток и отток воды из-за прилива. Озеро имеет песчаный пляж, в отличие от пляжа Лутраки.
В непосредственной близости от озера ведутся археологические раскопки Герейона (святилища богини Геры) и поселка Перахора.
В древности оно называлось Эсхатьотис (Εσχατιώτις), а также Горгопис (Γοργωπίς), имя, полученное от Горги (греч. Γόργη), дочери Мегарея, утонувшей в озере. Вблизи узкого канала озера были следы человеческих поселений раннего элладского периода, пример того, что этот район населен с 3-го тысячелетия до н. э.

### Пляж Лутраки
Пляж Лутраки имеет протяжённость 3,5 км. Пляж начинается у Коринфского канала и заканчивается приморским парком Лутраки. Пляж покрыт небольшой галькой и имеет быстро углубляющийся заход в море. Многие пляжные кафе предлагают купальщикам лежаки и зонтики без дополнительной оплаты. Муниципалитет, заботясь о безопасном купании, обеспечивает присутствие на пляже спасателей в дневное время. На пляже имеются души с пресной водой для купающихся, пляж предусматривает посещение людьми с проблемами мобильности. Ориентация пляжа — западная, что позволяет посетителям наблюдать закаты за береговой линией Коринфского залива между Коринфом, с одной стороны, и мысом Геран — с другой.

### Музеи и общественные здания
Лутраки хорошо известно благодаря расположенному в городе казино (Club Hotel Casino Loutraki), которое является одним из крупнейших в Европе. В городе имеются школы, лицеи, гимназия, церкви, банки, множество отелей и лечебно-оздоровительных учреждений.

## Сообщество Лутракион-Перахора
Сообщество Лутракион (Κοινότητα Λουτρακίου) создано в 1912 году (ΦΕΚ 262Α), в 1928 году переименовано в Лутракион-Перахора (Κοινότητα Λουτρακίου-Περαχώρας). В общинное сообщество Лутракион-Перахора входят 11 населённых пунктов, монастырь Святого Иоанна (Μονή Αγίου Ιωάννου), монастырь преподобного Патапия (Μονή Οσίου Παταπίου) и острова Алкионидес. Население 13 353 жителя по переписи 2011 года. Площадь 120,821 квадратного километра.
| Населённый пункт               | Население (2011), человек |
| ------------------------------ | ------------------------- |
| Алкиона                        | 10                        |
| Алкионидес (острова)           | 0                         |
| Аспрокамбос                    | 2                         |
| Ефира-Истму                    | 358                       |
| Ирини                          | 96                        |
| Калитея                        | 48                        |
| Лимни-Вулиагменис              | 62                        |
| Лутраки                        | 11 564                    |
| Монастырь Святого Иоанна       | 0                         |
| Монастырь преподобного Патапия | 41                        |
| Перахора                       | 1141                      |
| Скалома                        | 7                         |
| Скалосья                       | 1                         |
| Стерна                         | 23                        |

## Население
| Год  | Население, человек |
| ---- | ------------------ |
| 1991 | 8876               |
| 2001 | 10 673             |
| 2011 | ↗ 11 564           |

## Уроженцы
- Пантелис Ласкас (1915—1948) — партизанский командир Народно-освободительной армии Греции и Демократической армии Греции в годы Второй мировой войны и Гражданской войны в Греции.